# 扬·特布吕格
扬·特布吕格（德語：Jan Tebrügge，1982年12月14日—），生于明斯特，德国前男子赛艇运动员。他曾代表德国参加世界赛艇锦标赛，获得一枚金牌、一枚银牌和一枚铜牌。